# Seriphidomyia kovalei
Seriphidomyia kovalei är en tvåvingeart som beskrevs av Fedotova 2005. Seriphidomyia kovalei ingår i släktet Seriphidomyia och familjen gallmyggor. Inga underarter finns listade i Catalogue of Life.